# Phyllidia flava
La fillidia mediterranea (Phyllidia flava Aradas, 1847) è un mollusco nudibranchio  appartenente alla famiglia Phyllidiidae.

## Descrizione
Corpo di colore giallo-arancio, raramente albina, con numerosi tubercoli di colore bianco. Rinofori lamellari, dello stesso colore del corpo, il ciuffo branchiale è al di sotto del mantello, non visibile. Fino a 5 centimetri.

## Biologia
Si nutre di spugne dei generi Acanthella (in particolare Acanthella acuta) e Axinella.

## Distribuzione e habitat
Endemica del Mar Mediterraneo, spesso su precoralligeno.